# Amagoro
Amagoro est une ville kényane du comté de Busia située dans la province de l'Ouest à la frontalière avec l’Ouganda.